# La Perrière (Orne)
La Perrière település Franciaországban, Orne megyében. Lakosainak száma 232 fő (2018. január 1.). La Perrière Origny-le-Butin, Bellavilliers, Chemilli, Le Gué-de-la-Chaîne, Montgaudry, Pervenchères, Saint-Jouin-de-Blavou és Suré községekkel határos.

## Népesség
A település népességének változása:
| Lakosok száma | 259  | 253  | 252  | 232  |
|               | 2013 | 2015 | 2017 | 2018 |